# Ротонди, Лиза
Ли́за Рото́нди (англ. Lisa Rotondi; 6 декабря 1972, Миннеаполис, Миннесота, США) — американская актриса.

## Биография
Лиза Ротонди родилась 6 декабря 1972 года в Миннеаполисе (штат Миннесота, США).
Лиза дебютировала в кино в 1995 году, сыграв роль Донны Салливан в эпизоде «Любовь в Интернете» телесериала «Ночное стояние». В 2005—2006 года Ротонди играла роль Гвен Харпер в телесериале «Одинокие сердца». Всего она сыграла в 29-ти фильмах и телесериалах.
В 2000-х годах Лиза состояла в фактическом браке. У бывшей пары есть сын — Лука Джозеф (род.22.07.2010).

## Избранная фильмография
| Год       |    | Русское название                     | Оригинальное название                     | Роль                           |
| --------- | -- | ------------------------------------ | ----------------------------------------- | ------------------------------ |
| 1995      | с  | Ночное стояние                       | Night Stund                               | Донна Салливан                 |
| 1996      | ф  | Бутылочная ракета                    | Bottle Rocket                             | девушка из женского сообщества |
| 1996      | ф  | Джерри Магуайер                      | Jerry Maguire                             | бывшая подруга                 |
| 1998      | с  | Друзья                               | Friends                                   | стриптизёрша                   |
| 1999      | с  | Жара в Лос-Анджелесе                 | L.A. Heat                                 | Пола Комински                  |
| 1999      | ф  | Брачные игры земных обитателей       | The Mating Habits of the Earthbound Human | Лана                           |
| 2000      | с  | Крутой Уокер: правосудие по-техасски | Walker, Texas Ranger                      | Базз Ли                        |
| 2003      | с  | Защитник                             | The Guardian                              | Джеки Ааронсон                 |
| 2004      | с  | C.S.I.: Место преступления           | CSI: Crime Scene Investigation            | Вива Чарльз                    |
| 2004      | с  | Полиция Нью-Йорка                    | NYPD Blue                                 | Мэнди                          |
| 2005      | с  | C.S.I.: Место преступления Нью-Йорк  | CSI: Miami                                | Рэйчел Томас                   |
| 2005      | с  | Слепое правосудие                    | Blind Justice                             | Нэнси Дресслер                 |
| 2005—2006 | с  | Одинокие сердца                      | The O.C.                                  | Гвен Харпер                    |
| 2006      | с  | Расследование Джордан                | Crossing Jordan                           | Дайанн Энтони                  |
| 2007      | тф | Только по договорённости             | By Appointment Only                       | имя персонажа неизвестно       |
| 2010      | ф  | Джона Хекс                           | Jonah Hex                                 | проститутка                    |